# Junkie XL
Том Голкенборґ (більш знаний як Junkie XL, іноді JXL) — нідерландський музикант, композитор, продюсер і інженер.

## Біографія
Том народився в Ліхтенворде, Нідерланди. Його мати була вчителькою музики, тож вона навчала ремесла і сина — Том почав грати на фортепіано у чотири роки, на барабанах, коли йому було вісім років, і гітарі в 12 років. У роки молодості на нього певною мірою вплинули психоделік-поп групи Pink Floyd і King Crimson, тому в 14 років навчився грати і на бас-гітарі. З часом він приєднався до місцевої рейв-групи Weekend at Waikiki, як мультиінструменталіст і продюсер. Він також займався створенням індастріал рок-групи Nerve. Разом з ними він досяг певних успіхів, а також випустив 2 альбоми в 1994 і 1995 роках. Протягом цього періоду Том працював над репертуаром, а також над саундтреками для відеоігор, фільмів і телевізійних передач. У 1997 Голкенборґ випустив свій перший альбом під псевдонімом "Junkie XL" — Saturday Teenage Kick,. Його сингли "Billy Club", "Def Beat" і "Dealing with the Roster" відрізнялися поєднанням біт-ритмів з елементами класичного та психоделік-року. Багато з пісень альбому були записані разом з Патріком "Rude Boy" Тілоном, вокалістом голландської групи Urban Dance Squad. Після короткого турне з The Prodigy і участі у Fuji Rock Festival, Голкенборґ зробив собі ім'я на рейв-сцені США. Його другий альбом, Big Sounds of the Drags, вийшов в 1999 році. Відтоді його популярність зростала з кожним роком. Коли він переробив успішний сингл 1968 року «A Little Less Conversation» Елвіса Преслі на прохання компанії Nike (для Nike World Cup 2002 Commercial), то несподівано потрапив в центр уваги. Пісня стала хітом в більш ніж 20-ти країнах. Після цього його слава талановитого реміксера притягнула до нього десятки контрактів, він переробляв невтомно всіх поп-зірок, наприклад Брітні Спірс, Coldplay, Джастіна Тімберлейка, Scissor Sisters, Rammstein і Авріл Лавін. Окрім реміксування, Том створював музичні теми для таких ігор, як The Sims 2: Nightlife, Need for Speed,  Test Drive, Forza Motorsport, Quantum Redshift. Також до його праці належать саундтреки для фільмів «Королівство Небес», «Доміно», « Дивергент», «DOA: Dead or Alive», «Шалений Макс: Дорога гніву». Разом з всесвітньовідомим композитором Гансом Ціммером він написав саундтрек до Бетмен проти Супермена: На зорі справедливості.

## Дискографія

### Альбоми
- Saturday Teenage Kick (1997)
- Big Sounds of the Drags (2000)
- Radio JXL: A Broadcast from the Computer Hell Cabin (2003)
- Today (Junkie XL album)|Today (2006)
- Booming Back at You (2008)
- Synthesized (2012)

### Саундтреки до фільмів
- Siberia (1998) — композитор
- The Delivery (1999) — композитор
- Оселя зла  (2002) — додаткова музика
- Аніматриця  (2003) — додаткова музика
- Хроніки Ріддіка: Темна лють (2004) — додаткова музика
- Підводна братва (2004) — додаткова музика
- Доміно  (2005) — додаткова музика
- D.O.A.: Живим або мертвим (2006) — композитор
- Johan1  (2010) — композитор
- De Gelukkige Huisvrouw, The Happy Housewife  (2010) — композитор
- Bringing Up Bobby  (2011) — композитор
- New Kids  (2011) — композитор
- New Kids Turbo  (2011) — композитор
- The Heineken Kidnapping  (2011) — композитор
- The Crisis and Us  (2011) — композитор
- Кунг-фу Панда 2  (2011) — додаткова музика
- Мадагаскар 3  (2012) — додаткова музика
- Темний лицар повертається  (2012) — додаткова музика
- Параноя  (2013) — композитор
- 300: Розквіт Імперії  (2014) — композитор
- Дивергент  (2014) — композитор
- Шалений Макс: Дорога гніву  (2015) — композитор
- Чорна меса  (2015) — композитор
- Втеча в ніч  (2015) — композитор
- На гребені хвилі  (2015) — композитор
- Дедпул (2016) — композитор
- Бетмен проти Супермена: На зорі справедливості (2016) — композитор спільно з  Гансом Ціммером
- Пекло (2016) — композитор
- Спектральний аналіз (2016) — композитор
- Темна Вежа (2017) — композитор
- Розкрадачка гробниць: Лара Крофт (2018) — композитор
- Смертні машини (2018) — композитор
- Аліта: Бойовий ангел (2019) — композитор
- Термінатор: Фатум (2019) — композитор
- Їжак Сонік (2020) — композитор
- Скубі-Ду (2020) — композитор
- Ліга справедливості Зака Снайдера (2021) — композитор
- Ґодзілла проти Конга (2021) ― композитор
- Армія мерців (2021) ― композитор
- 355 (2022) — композитор
- Їжак Сонік 2 (2022) — композитор
- Три тисячі років туги (2022) — композитор
- Шалений Макс: Фуріоса (2024) — композитор
- Годзілла проти Конга 2 (2024) ― композитор
- Бунтівний місяць (TBA) — композитор

### Саундтреки до ігор
- The Need for Speed  (1995) - License
- Test Drive 5  (1998)
- Need for Speed: High Stakes  (1999)
- Demolition Racer: No Exit  (2000)
- Gran Turismo 3  (2001)
- Quantum Redshift  (2002) - композитор
- TD Overdrive: The Brotherhood of Speed  (2002)
- EVE Online  (2003)
- Need for Speed: Underground  (2003)
- UEFA Euro 2004  (2004)
- The Sims 2: Nightlife  (2005)
- Forza Motorsport  (2005) - композитор
- Destroy All Humans!  (2005) - додаткова музика
- Burnout Revenge  (2005)
- Burnout Legends  (2005)
- The Matrix: Path of Neo  (2005) - додаткова музика
- Infected  (2005)
- Need for Speed: Carbon  (2006)
- Dance Dance Revolution SuperNova 2  (2007)
- God of War II  (2007) - оригінальний ремікс
- SSX Blur  (2007) - композитор
- Need For Speed: ProStreet  (2007)
- FIFA 08  (2007)
- Tap Tap Dance  (2008)
- Burnout Paradise  (2008)
- FIFA 09  (2008)
- FIFA Street 3  (2009)
- Mirror's Edge  (2010) - оригінальний ремікс
- The Sims 3: Late Night  (2010) - оригінальна музика
- The Sims 3  (2009) - композитор
- Saints Row: The Third  (2011)
- Darkspore  (2011) - композитор
- FIFA 18  (2018)